# Едіта Ляховічюте
Едіта Ляховічюте (нар. 7 квітня 1976) — колишня литовська тенісистка.
Найвищу одиночну позицію світового рейтингу — 547 місце досягла 8 липня 2002, парну — 465 місце — 21 жовтня 2002 року.
Здобула 2 парні титули туру ITF.

## Фінали ITF

### Одиночний розряд: 2 (0–2)
| Результат | Ранг | Дата             | Турнір               | Покриття | Суперниця        | Рахунок     |
| --------- | ---- | ---------------- | -------------------- | -------- | ---------------- | ----------- |
| Поразка   | 1.   | 4 листопада 2001 | ITF Мінськ, Білорусь | Килим    | Анна Бастрікова  | 1–6, 2–6    |
| Поразка   | 2.   | 11 травня 2003   | ITF Варшава, Польща  | Ґрунт    | Даріна Шеденкова | 6–7(0), 2–6 |

### Парний розряд: 3 (2–1)
| Результат | Ранг | Дата            | Турнір                 | Покриття | Партнерка          | Суперниці                        | Рахунок       |
| --------- | ---- | --------------- | ---------------------- | -------- | ------------------ | -------------------------------- | ------------- |
| Перемога  | 1.   | 18 серпня 2002  | ITF Коксейде, Бельгія  | Ґрунт    | Валерія Бондаренко | Зузана Черна Владіміра Угліржова | 6–4, 6–2      |
| Поразка   | 1.   | 25 серпня 2002  | ITF Вестенде, Бельгія  | Ґрунт    | Валерія Бондаренко | Леслі Буткевіч Ніколь Кріз       | 1–6, 6–7(4–7) |
| Перемога  | 2.   | 14 вересня 2003 | ITF Пряшів, Словаччина | Ґрунт    | Зузана Земенова    | Шахар Пеєр Ефрат Злотікамін      | 6–0, 4–6, 6–3 |